# Joan Horrach
Joan Horrach Ripoll (Deyá, Islas Baleares, España, 27 de marzo de 1974) es un ciclista español.
Debutó como profesional en 2000 con el equipo portugués Milaneza-Maia.
La victoria más importante que ha conseguido en su carrera como ciclista profesional se produjo en la 12.ª etapa del Giro de Italia 2006. Se escapó junto con otros quince corredores en una etapa con inicio en Livorno y meta en Sestri Levante. Consiguió despegarse de sus compañeros de fuga y llegó en solitario a la meta, con cinco segundos de ventaja sobre un grupo formado por Addy Engels, Emanuele Sella, Manuele Mori, Fortunato Baliani y Wladimir Belli. A más de siete minutos entró en meta el gran grupo encabezado por Paolo Bettini.

## Palmarés
2000
- 1 etapa del Gran Premio Jornal de Noticias
- 1 etapa de la Vuelta Tras os Montes

2001
- Gran Premio Jornal de Noticias, más 1 etapa
- 1 etapa de la Vuelta a Asturias

2002
- 2 etapas de la Vuelta a Portugal

2003
- 1 etapa del Trofeo Joaquim Agostinho

2006
- 1 etapa del Giro de Italia

2022
- Campeón mundial Gravel UCI, grupo de edad 45- 49

2024
- Campeón mundial Gravel UCI, grupo de edad 50- 54

## Resultados en Grandes Vueltas
| Carrera | Carrera         | 2000 | 2001 | 2002 | 2003 | 2004 | 2005 | 2006 | 2007 | 2008 | 2009 | 2010 | 2011 | 2012  |
| ------- | --------------- | ---- | ---- | ---- | ---- | ---- | ---- | ---- | ---- | ---- | ---- | ---- | ---- | ----- |
|         | Giro de Italia  | —    | —    | —    | —    | —    | 37.º | 36.º | Ab.  | 81.º | —    | 54.º | 53.º | —     |
|         | Tour de Francia | —    | —    | —    | —    | —    | —    | —    | —    | —    | 74.º | —    | —    | 119.º |
|         | Vuelta a España | —    | —    | 33.º | 28.º | 24.º | 27.º | 79.º | 29.º | —    | —    | 74.º | 67.º | —     |

—: no participa
Ab.: abandono

## Equipos
- Milaneza-Maia (2000-2003)
- Illes Balears/Caisse d'Epargne (2004-2008)
  - Illes Balears-Banesto (2004)
  - Illes Balears-Caisse d'Epargne (2005)
  - Caisse d'Epargne-Illes Balears (2006)
  - Caisse d'Epargne (2007-2008)
- Katusha (2009-2012)
- Madison Genesis (2013)